# Legislatura de Montana
La Legislatura de Montana (en inglés: Montana Legislature) es la legislatura estatal (órgano encargado del Poder legislativo) del estado de Montana, en Estados Unidos. Está compuesto por la Cámara de Representantes de Montana, de 100 miembros y el Senado de Montana, de 50 miembros.
La legislatura se reúne en el Capitolio Estatal, en Helena . 

## Historia
Desde el comienzo del estado de Montana, la Legislatura se ha dividido a lo largo de líneas partidistas de manera bastante consistente y uniforme. Desde la adopción de la constitución estatal actual en 1972, que ordenó distritos legislativos de un solo miembro por primera vez en la historia del estado, el Senado de Montana ha sido controlado por demócratas en nueve sesiones y republicanos en 16 sesiones.  Durante el mismo período, la Cámara de Representantes de Montana ha sido controlada por demócratas en ocho sesiones y republicanos en 15 sesiones, con dos empates. Según la ley estatal, en caso de empate, el control recae en el partido del gobernador en funciones. La 67.ª Legislatura (2021–2022) está controlada por el Partido Republicano, la Cámara tiene 67 miembros republicanos y 33 miembros demócratas, y el Senado tiene 31 miembros republicanos y 19 miembros demócratas.

## Proceso legislativo
La Constitución de Montana dicta que la legislatura se reúne en sesión regular por no más de 90 días en cada año impar. El trabajo principal de la legislatura es aprobar un presupuesto bienal equilibrado que luego debe ser aprobado por el gobernador. Si el gobernador veta un proyecto de ley, la legislatura puede anular el veto con un voto de dos tercios.
Según el Artículo VI, de la Sección 10 de la Constitución de Montana, el gobernador puede devolver cualquier proyecto de ley a la legislatura con su recomendación de enmienda. Si la legislatura aprueba el proyecto de ley de acuerdo con la recomendación del gobernador, volverá a devolverlo al gobernador para que lo reconsidere. El gobernador no devolverá un proyecto de ley para enmienda por segunda vez. Si después de recibir un mensaje de veto, dos tercios de los miembros de cada cámara presentes aprueban el proyecto, se convertirá en ley. Dos tercios de los miembros en ambas cámaras deben votar para anular un veto.
Si todos los miembros están presentes, serían de 67 de los 100 miembros de la Cámara de Representantes de Montana y 34 de los 50 miembros del Senado del estado de Montana. Montana es uno de los 36 estados que requiere dos tercios de los votos de sus dos cámaras legislativas para anular un veto. De acuerdo con el Artículo VI, Sección 10 de la Constitución de Montana , si el gobernador veta un proyecto de ley que contó con el apoyo de al menos dos tercios de los miembros después del aplazamiento, el secretario de estado envía una notificación por correo a los legisladores con instrucciones sobre cómo anular el veto. Los miembros tienen 30 días para responder.

## Requisitos
Los miembros  no pueden durar más de ocho años en cualquiera de las cámaras, pero el límite de mandato es consecutivo, no vitalicio.
Los legisladores de Montana asumen el cargo el primer lunes de enero después de las elecciones. Si se elige a un senador para cubrir una vacante, el período de servicio comienza el día después de la elección.